# Come on baby let's go downtown
Come on baby let's go downtown is een lied van Neil Young en Danny Whitten, de gitarist van Crazy Horse. Ze schreven het nummer samen en Whitten zong het in 1970 al eens live in New York. Die versie staat ook op de elpee Tonight's the night die postuum aan hem en aan Bruce Berry werd opgedragen. Whitten en Berry overleden beide in de tussentijd aan een overdosis heroïne.
In 1975 verscheen het ook op een single in Duitsland met New mama op de B-kant. Ook verscheen het nog op een promosingle in Frankrijk, waarop het de A-kant deelt met Albuquerque (A2); de B-kant laat het nummer Speakin' out horen. Youngs versie valt in te delen in een combinatie van countryrock en grunge
De titel geeft een indruk van een paartje dat gezellig gaat stappen in het centrum. Minder nadrukkelijk dan de andere nummers op Tonight's the night, heeft dit niettemin ook een waarschuwing tegen drugsgebruik in zich. Een fragment van de tekst luidt bijvoorbeeld: Sure enough they'll be sellin' stuff when the moon begins to rise. Pretty bad when you're dealin' with the man and the light shines in your eyes.